# Муравйово (Бабушкінський район)
Муравйо́во (рос. Муравьёво) — присілок у складі Бабушкінського району Вологодської області, Росія. Входить до складу Підболотного сільського поселення.

## Населення
Населення — 6 осіб (2010; 15 у 2002).
Національний склад (станом на 2002 рік):
- росіяни — 93 %